# Dong Feng
Dong Feng (jiaxiang: Fujian, Fuzhou, Minhou) was een dokter gespecialiseerd in de traditionele Chinese geneeskunde. Hij leefde tijdens het einde van de Oostelijke Han-dynastie. Samen met Hua Tuo en Zhang Zhongjing behoort hij tot de Drie geneeskundigen van de tijd van keizer Jian'an. Vergeleken met de andere twee is er weinig bekend over Dong Feng. Er bestaan vele mythes rondom Dongfeng. Hierdoor wordt hij door bevolking van Fujian en Jiangxi aanbeden als god van de geneeskunst.
Meneer Dong was een zeer onbaatzuchtige man; hij vroeg geen cent voor zijn behandeling. Het enige dat hij vroeg was dat als zijn patiënten weer gezond waren, zij een abrikozenboom zouden planten in zijn jiaxiang. Hierdoor is een heus bos ontstaan nu.